# Антунес, Немесио
Немесио Антунес Саньярту (исп. Nemesio Antúnez Zañartu, 4 мая 1918; Сантьяго — 19 мая 1993; там же) — влиятельный чилийский художник и гравёр, основавший «Мастерскую 99».

## Биография
Родившийся в семье Немесио Антунеса и Луисы Саньярту он был старшим из трёх сыновей, все из которых посвятили себя искусству: Энрике Саньярту (6 сентября 1921 — 13 июня 2000) стал художником, а Хайме Антунес (6 марта 1923 — 10 мая 2010) — скульптором. У пары также была дочь по имени Лаура (2 сентября 1919 − 30 июля 2010).
Антунес учился в средней школе при колледже Святых Сердец Сантьяго. В 17 лет он занял первое место на конкурсе по французскому языку и выиграл поездку во Францию, где узнал о Пабло Пикассо, Хуане Грисе и Жоане Миро.
В 1938 году Антунес поступил в архитектурную школу при Папском Католическом университете Чили, которую окончил в 1941 году. В возрасте 25 лет он представил свою первую персональную выставку акварели в Чилийском институте культуры.
Благодаря стипендии по программе Фулбрайта Антунес отправился в Колумбийский университет в Нью-Йорке. После получения степени магистра в 1947 году он начал работать в студии «Ателье 17» со Стэнли Уильямом Хейтером, который применил технику печати к сюрреалистическому искусству. Он работал со своим братом Энрике, обучаясь старым методам печати у таких художников, как Ив Танги, Курт Зелигман, Жак Липшиц и Жоан Миро. В 1950 году французский филиал «Ателье 17» был закрыт.
В 1953 году он вернулся из Парижа в Сантьяго, в 1960-х работал в качестве атташе по культуре посольства Чили в США. Во время своего пребывания там он нарисовал фреску «Сердце Анд» для ООН. Он вернулся в Чили в 1969 году, занял пост директора Национального музея изящных искусств и получил Медаль Чили, присуждаемую Сенатом за выдающиеся достижения в культурной деятельности. В 1971 году начал вести телевизионную программу Ojo con el Arte, а также сыграл роль президента Уругвая Хорхе Пачеко Ареко в снятом в Чили фильме «Осадное положение» режиссёра Коста-Гавраса.

## Муралы
Всего Антунес написал 15 муралов, из которых только пять находятся в Чили. Четыре расположены в Сантьяго: «Луна» (исп. Luna), «Кинчамали» (исп. Quinchamalí), «Солнце» (исп. Sol) и «Землетрясение» (исп. Terremoto), а одна, «Танцоры с воздушными змеями» (исп. Bailarines con volantines), — в Музее на открытом воздухе в Вальпараисо. Муралы в Сантьяго были объявлены национальными памятниками Чили в 2011 году, но их состояние оставляет желать лучшего.
«Землетрясение» (исп. Terremoto), написанное в 1958 году, занимает более 30 квадратных метров и охватывает всю стену вестибюля кинотеатра «Nile». Мурал имеет видимые трещины, полученные во время землетрясения 2010 года.
В еще худших условиях находится «Кинчамали» (исп. Quinchamalí) (1958) в Галерее Хуана Эстебана Монтеро: краска мурала отслаивается и деформируется из-за влажности. Реставратор Каролина Брочек утверждает, что фреска может быть сохранена, но владелец здания, на стене которого она написана, Юсиф Тала считает, что Фонд Немесио Антунеса должен позаботиться о работе Антунеса или переместить её в другое место, поскольку сам он не заинтересован в её сохранении. В той же галерее установлены напольные мозаики Антунеса, находящиеся в куда более лучшем состоянии.
Судьба муралов «Солнце» (исп. Sol) и «Луна» (исп. Luna) сложилась более удачно. Законченные в 1955 году они украшают пространство между кинотеатром «Gran Palace» и театром. Муралы включают золотые и серебряные нити и листы. Пабло Новоа, менеджер отеля «Gran Palace», утверждал, что их реставрация начнётся в 2015 году.

## Память
Имя художника сегодня носят в выставочные залы, галереи, школы и улицы по всему Чили.
В 1993 году в его честь была отдана в печать марка, на которой изображена «Tanguería en Valparaíso». В следующем году чилийское правительство создало «Комиссию Немесио Антунеса», отвечающую за надзор за законами, касающимися искусства.